# Monte Alegre do Piauí
Monte Alegre do Piauí är en kommun i Brasilien.   Den ligger i delstaten Piauí, i den östra delen av landet, 700 km norr om huvudstaden Brasília. Antalet invånare är 10 349.
Omgivningarna runt Monte Alegre do Piauí är huvudsakligen savann. Runt Monte Alegre do Piauí är det mycket glesbefolkat, med 4 invånare per kvadratkilometer.